# Essam Abdel-Azim
Essam Abdel-Azim Deyab (arabe : عصام عبدالعظيم دياب) (né le 1er novembre 1970 à Alexandrie en Égypte) est un joueur de football international égyptien, qui évoluait au poste de gardien de but.

## Biographie

### Carrière en sélection
Avec l'équipe d'Égypte, il dispute 9 matchs (pour aucun but inscrit) entre 1994 et 1996. Il figure notamment dans le groupe des sélectionnés lors de la CAN de 1996.
Il dispute également les JO de 1992.